# Stannard Rock Light
Das Stannard Rock Light ist ein Leuchtturm auf einem Riff, das einst die größte Gefahr für die Schifffahrt auf dem Oberen See darstellte. Die Basis, auf der der Leuchtturm erbaut ist, gilt als eine der größten Ingenieurleistungen in den Vereinigten Staaten. Der Leuchtturm befindet sich in 39 km Entfernung vom Ufer und ist damit der landfernste Leuchtturm der Vereinigten Staaten. Das Leuchtfeuer wurde 1962 automatisiert und wird von der United States Coast Guard bis heute als Navigationshilfe unterhalten. Der Turm ist der Öffentlichkeit nicht zugänglich und sein Licht ist wegen der großen Entfernung vom Land aus nicht sichtbar. Das Bauwerk wurde 1971 in das National Register of Historic Places eingetragen.

## Stannard Rock Reef
Das Stannard Rock Reef befindet sich vor der Keweenaw Peninsula, etwa 39 km südöstlich von Manitou Island und 71 km nördlich von Marquette, Michigan. Charles C. Stannard, der Kapitän des Schiffes John Jacob Astor entdeckte 1835 diesen unter der Wasseroberfläche liegenden Berg, der auf einer Fläche von 0,6 km² auf bis zu 1,2 m unterhalb der Wasseroberfläche ansteigt, während die umgebende durchschnittliche Wassertiefe etwa 165 m beträgt. Diese Untiefe war eine sehr große Gefahr für die Schifffahrt auf dem See und wurde 1868 markiert. Die Eröffnung der Soo Locks und der rasche Anstieg der Handelsschifffahrt zwischen Duluth, Minnesota und den unteren Großen Seen machte den Bau eines Leuchtturms erforderlich. Der Leuchtturm wurde zu Ehren des Entdeckers der Untiefe Stannard Rock Lighthouse getauft.

## Bauwerk
Die Konstruktion des Leuchtturms und seiner schützenden Basiskonstruktion orientierte sich am Spectacle Reef Light am Huronsee, das 1877 fertiggestellt wurde. Die Vorrichtungen, die bei dessen Bau verwendet wurden, brachte man zu dem Depot an der Huron Bay des Oberen Sees, wo im Juli 1877 die Errichtung der Basis für das Stannard Rock Light begann. Im August 1877 transportierte man die Bauteile probeweise zum Stannard Rock, um die Verankerungen auf dem Riff setzen zu können. Dann brachte man die Konstruktion zurück zur Huron Bay, wo daran weitergebaut wurde. Im August 1878 wurde die fertige Basiskonstruktion nach Art eines Kofferdamms erneut zum Stannard Rock transportiert und auf dem Riff in Position gebracht. Bis zum Oktober 1878 wurde sie mit Beton und Steinen verfüllt, die man von einem extra angelegten Steinbruch auf Huron Island herbrachte. Im Juni 1879 erreichte der Bau des stählernen Anlegers die Wasseroberfläche und der Turm Mitte 1880 eine Höhe von 4,3 m über der Wasseroberfläche. Am Leuchtturm wurde zwar noch bis 1883 gebaut, aber bereits am 4. Juli 1882 wurde erstmals das Licht entzündet. Die Kosten der fünf Jahre dauernden Bauarbeiten betrugen 305.000 US-Dollar. Die Basiskonstruktion, auf die der Leuchtturm gebaut ist, gilt als eine der zehn wichtigsten Ingenieurleistungen in den Vereinigten Staaten.

## Betrieb des Leuchtturmes
Das Leuchtfeuer war nur in der Zeit der Schifffahrtssaison von März bis Anfang Dezember in Betrieb und nur in dieser Zeit war der Turm besetzt. Sowohl die Inbetriebnahme im Frühling als auch die Rückholung der Mannschaft im Winter gestalteten sich schwierig, da die Winterstürme große Eismassen um den Turm auftürmten sowie dicke Eisschichten am Turm und den Außenanlagen hinterließen. Die Wärter mussten mit Meißeln und Spitzhacken 30–60 cm dicke Eisschichten von der Eingangstür, der Leuchte und den Nebelhörnern entfernen.
Im Falle einer Krankheit, eines Unfalls oder eines Feuers konnte es Tage oder mehr als eine Woche dauern, bis Hilfe eintraf. Da in dem Leuchtturm die Wärter ohne ihre Familien Dienst taten, bekam das Stannard Rock Light den Spitznamen "The Loneliest Place in the World" – der einsamste Ort der Welt.
Mehr als 60 Jahre wurde das Leuchtfeuer mit Brennstoffen betrieben. Erst nach dem Zweiten Weltkrieg wurde der Leuchtturm elektrifiziert. 1962 kam es durch einen Kurzschluss zur Explosion von Tanks für Diesel, mit dem die Generatoren der Station angetrieben wurden. Die Explosion zerstörte die Gebäude auf dem Anleger und beschädigte das Innere des Leuchtturms schwer. Ein Wärter wurde dabei getötet, die drei anderen mussten drei Tage auf der Betonplattform am Fuß des Leuchtturms ausharren, bis sie von einem vorbeifahrenden Schiff gesehen wurden. Dieses benachrichtigte die Küstenwache, welche die drei Männer mit dem Versorgungsschiff Woodrush in Sicherheit brachte.
Nach dem Unfall beseitigte die United States Coast Guard den Schaden, entschied jedoch, dass die Station zu abgelegen und zu gefährlich sei, und automatisierte die Anlage. Das alte Leuchtfeuer mit einer Lichtstärke von 1.400.000 Candela wurde durch ein wesentlich schwächeres mit 3.000 Candela ersetzt. Die Küstenwache demontierte die Fresnel-Linse und verpackte die Teile in sechs Holzkisten. Nach der Verschiffung verlor sich die Spur der Kisten, bis sie 37 Jahre später in einem Lagerhaus der Coast Guard Academy in New London wiedergefunden wurden. Die Optik ist heute im Marquette Maritime Museum ausgestellt, das sich am Marquette Harbor Light befindet.
Der Leuchtturm gehört der US-Küstenwache und dient nach mehr als einem Jahrhundert des Betriebes immer noch zur Unterstützung der Navigation. Seit 2008 erfüllt der Leuchtturm noch eine weitere Aufgabe: Wissenschaftler installierten Messinstrumente an der Spitze des Turms, um damit festzustellen, ob eine stärkere Verdunstung, die mit der globalen Erwärmung in Zusammenhang gebracht wird, für das Sinken der Wasserstände an den Großen Seen verantwortlich ist.